# Benoistella guyanensis
Benoistella guyanensis är en insektsart som först beskrevs av Lucien Chopard 1920.  Benoistella guyanensis ingår i släktet Benoistella och familjen syrsor.

## Underarter
Arten delas in i följande underarter:
- B. g. guyanensis
- B. g. inlandsis